# Déu salvi el Tsar
Déu salvi el Tsar (en rus Боже, Царя храни, Boje, tsarià khraní) va ser l'himne nacional de l'Imperi Rus. La primera versió va ser escrita el 1815 per Vassili Jukovski utilitzant la música de l'himne anglès Déu Salvi el Rei (o la Reina).
| Боже, Царя храни! Славному долги дни Дай на земли! Гордых смирителю, Слабых хранителю, Всех утешителю - Все ниспошли! |

El 1833, Aleksei Lvov acompanyava Nicolau I durant la seva visita a Àustria i Prússia, on saludaven l'emperador amb la marxa anglesa. El tsar escoltava la melodia de la solidaritat monàrquica sense entusiasme, i en tornar li va encarregar a Lvov, com a músic seu més proper, escriure un nou himne. Aquest, amb la música de Lvov i la lletra de Jukovski (com en la versió anterior), va ser presentat el 18 de desembre (o 25 de desembre, segons altres fonts) de 1833 i va existir fins a la Revolució de febrer de 1917.
L'himne rus fou un dels més breus del món, era molt fàcil de recordar i se solia repetir tres vegades.
No s'ha de considerar com a himne rus tota la poesia de Jukovski, Oració dels russos, que conté les dues versions de l'himne, a més d'altres estrofes.
| Боже, Царя храни! Сильный, державный, Царствуй на славу, на славу нам! Царствуй на страх врагам, Царь православный! Боже, Царя, Царя храни! Боже, Царя храни! Славному долги дни Дай на земли! Дай на земли! Гордых смирителю, Славных хранителю, Всех утешителю — все ниспошли! Перводержавную Русь православную, Боже, храни! Боже, храни! Царство ей стройное, В силе спокойное! Все ж недостойное прочь отжени! Воинство бранное, Славой избранное, Боже, храни! Боже, храни! Воинам-мстителям, Чести спасителям, Миротворителям долгие дни! Мирных воителей, Правды блюстителей Боже, храни! Боже, храни! Жизнь их примерную Нелицемерную, Доблестям верную воспомяни! О, Провидение! Благословение Нам ниспошли! Нам ниспошли! К благу стремление, В счастье смирение, В скорби терпение дай на земли! Будь нам заступником, Верным сопутником Нас провожай! Нас провожай! Светло-прелестная, Жизнь поднебесная, Сердцу известная, сердцу сияй! |